# L'Assasymphonie
 (décembre 2018).
Singles par Mozart, l'opéra rock
Vivre à en crever
(2009) Le bien qui fait mal
(2009)
L'Assasymphonie est une chanson française pop-rock interprétée par le chanteur Florent Mothe. C'est le troisième single de la comédie musicale Mozart, l'opéra rock, tiré de l'album éponyme qui est sorti le 6 avril 2009.
Cette chanson évoque la jalousie d'Antonio Salieri envers son rival, Wolfgang Amadeus Mozart, à qui tout réussit. Aux NRJ Music Awards 2010, la chanson est élue chanson francophone de l'année et  son interprète Florent Mothe est élu révélation francophone de l'année. Le titre s'est vendu à 75 000 unités. 
Le clip vidéo a été tourné dans les décors du château de Champlâtreux.

## Interprétation du titre
L'Assasymphonie est probablement un mot-valise composé à partir des mots assassin et symphonie. Ces mots conviennent particulièrement aux sentiments du personnage dans cette chanson : Salieri. En effet, le maestro rival de Mozart a un rapport affectif ambigu avec ce dernier, admirant son talent musical et peut-être plus largement sa personnalité libérée, tout en haïssant cette liberté que sa fonction ne lui permet pas, ainsi que ce génie artistique qui semble contribuer au bonheur de Mozart. Le procédé du mot-valise est donc ici particulièrement adapté aux ressentis contradictoires et mêlés de Salieri, figure tragique de la jalousie et de l'hybris[réf. nécessaire].

## Classements
| Classement (2009-10)                    | Meilleure position |
| --------------------------------------- | ------------------ |
| Belgique (Wallonie Ultratip 50)         | 1                  |
| Belgique (Wallonie Ultratop 50 Airplay) | 18                 |

| Classement de fin d'année (2009) | Position |
| -------------------------------- | -------- |
| Belgique (Fr.)                   | 83       |

| Classement meilleur vente album (2009) | Meilleure position |
| -------------------------------------- | ------------------ |
| France                                 | 4                  |